# Schapiromotor
Der Schapiromotor ist ein Rotationskolbenmotor-Konzept des Physikers Boris Schapiro. Schapiro erdachte das Konzept Ende der 1960er Jahre im Auftrag des Instituts für seltene Erden in der damaligen UdSSR. Wie der Kreiskolben-Wankelmotor (KKM 57) aus dem Jahre 1957 basiert der Schapiromotor auf einem kreisenden dreieckigen Kolben mit gebogenen Seiten.
Im Jahr 2003 stellte Schapiro die Idee einer zweiten Welle, die als diskontinuierliche Drehachse eines Zahnrades dient, vor. Hierdurch beschreibt der Kolben der Schapiro-Rotationskolbenmaschine (RKM 03) eine Umdrehung um zwei Wellen. Das theoretische Resultat ist ein besserer Kontakt zwischen den Kolbenflanken und dem Brennraum, wodurch auf Dichtungen verzichtet werden könnte. Im Gegensatz zum Wankelmotor, der nur eine Welle hat, benötigt er jedoch Ventile zur Steuerung des Gaswechsels.
Bisher wurde noch kein lauffähiger Motor vorgeführt. Automobilhersteller bewerteten die Rotationskolbenmaschine (RKM 03) als „zu teuer für den Markt“.